# Coppa Svizzera 1928-1929
La Coppa Svizzera 1928-1929 è stata la 4ª edizione della manifestazione calcistica. È iniziata il 2 settembre 1928 e si è conclusa il 19 maggio 1929. Questa edizione della coppa vide la prima affermazione nella competizione dell'Urania Ginevra.

## Regolamento
Turni ad eliminazione diretta in gara unica. In caso di paritá al termine dei tempi supplementari, la partita veniva ripetuta a campo invertito.	

### Turno preliminare
| Squadra 1              | Risultato      | Squadra 2                  |
| ---------------------- | -------------- | -------------------------- |
| 2 settembre 1928       |                |                            |
| Adliswil               | 2 - 3          | Thalwil                    |
| Allschwil              | 3 - 2          | Amriswil                   |
| Basilea                | 1 - 0          | Baden                      |
| Birsfelden             | 2 - 1          | Langenthal                 |
| Bex                    | 3 - 8          | Stade Lausanne             |
| Bienne-Boujean         | 2 - 5          | Gloria-Sports Le Locle     |
| Concordia Yverdon      | 4 - 0          | Central Fribourg           |
| Fleurier               | 2 - 5          | Zähringia Berna            |
| Friburgo               | 3 - 1          | Sport Boys Berna           |
| Helvetik Basilea       | 1 - 2          | Altstetten                 |
| Lancy                  | 1 - 6          | Le Locle-Sports            |
| Länggasse Berna        | 3 - 1          | Couvet                     |
| Jonction Genève        | 3 - 2 (d.t.s.) | Losanna                    |
| Kickers Lucerna        | 6 - 2          | Petit Huningue             |
| Liestal                | 2 - 0          | Industrie Zurigo           |
| Locarno                | 10 - 1         | Hakoah Vienna              |
| Lucerna                | 5 - 0          | SCI Juventus Zurigo        |
| G.C.Luganesi           | 7 - 1          | Breite Basilea             |
| Lugano                 | 13 - 0         | Romanshorn                 |
| Madretsch              | 8 - 6          | Montreux-Sports            |
| Minerva Berna          | 10 - 1         | La Cote Sp. Rolle          |
| Münchenstein           | 5 - 3          | Spielvereinigung Sciaffusa |
| Nidau                  | 6 - 2          | Reconvilier                |
| Oerlikon/Polizei       | 5 - 0          | Neumünster ZH              |
| Olten                  | 4 - 1          | Orbe                       |
| Sainte-Croix-Sports    | 4 - 2          | Cercle des Sports Bienne   |
| Sciaffusa              | 2 - 3          | Black Stars Basilea        |
| Seebach                | 3 - 4          | Frauenfeld                 |
| Sylva Le Locle         | 3 - 1          | Renens                     |
| Sirius                 | 4 - 2          | Höngg                      |
| Sissach                | 2 - 4          | Bülach                     |
| Stade Nyonnais         | 1 - 2          | Delémont                   |
| Tavannes               | 2 - 1          | C.A. Amical Ginevra        |
| Tramelan               | 6 - 5          | Monthey                    |
| Uster                  | 3 - 1          | Veltheim                   |
| Vevey                  | 5 - 1          | Villeneuve-Sports          |
| Winterthur             | 2 - 0          | Töss                       |
| Winterthur Sportverein | 3 - 1          | Red Star Zurigo            |
| Wohlen                 | 3 - 2          | FC Zugo                    |
| Yverdon                | 1 - 4          | Victoria Berna             |
| Xamax Neuchâtel        | 1 - 0          | Forward Morges             |

### Trentaduesimi di finale
| Squadra 1              | Risultato | Squadra 2              |
| ---------------------- | --------- | ---------------------- |
| 13 ottobre 1928        |           |                        |
| Aarau                  | 2 - 1     | Nordstern              |
| Basilea                | 10 - 2    | Bülach                 |
| Bienne                 | 2 - 1     | Berna                  |
| Black Stars Basilea    | 0 - 1     | Blue Stars Zurigo      |
| Brühl                  | 3 - 4     | Young Fellows          |
| Cantonal Neuchâtel     | 3 - 0     | La Tour-de-Peilz       |
| Concordia Basilea      | 14 - 4    | Thalwil                |
| Yverdon                | 3 - 1     | Le Locle-Sports        |
| G.C.Luganesi           | 4 - 2     | Allschwil              |
| Frauenfeld             | 1 - 2     | Liestal                |
| Grenchen               | 5 - 1     | Olten                  |
| Jonction Genève        | 2 - 0     | Gloria-Sports Le Locle |
| Kickers Lucerna        | 6 - 4     | Oerlikon/Polizei       |
| La Chaux-de-Fonds      | 2 - 5     | Madretsch              |
| Länggasse Bern         | 0 - 3     | Viktoria Bern          |
| Locarno                | 3 - 1     | Old Boys Basilea       |
| Lucerna                | 4 - 1     | Altstetten             |
| Minerva Berna          | 2 - 1     | Étoile Carouge         |
| Münchenstein           | 1 - 9     | Zurigo                 |
| San Gallo              | 0 - 4     | Winterthur             |
| Sainte-Croix-Sports    | 1 - 2     | Friburgo               |
| Servette               | 7 - 0     | Zähringia Berna        |
| Sirius                 | 1 - 6     | Birsfelden             |
| Soletta                | 8 - 4     | Silva-Sports Le Locle  |
| Stade Lausanne         | 6 - 2     | Delémont               |
| Tavannes               | 8 - 1     | Vevey                  |
| Tramelan               | 2 - 8     | Étoile-Sporting        |
| Urania Ginevra         | 3 - 0     | Nidau                  |
| Uster                  | 0 - 11    | Lugano                 |
| Winterthur Sportverein | 2 - 4     | Chiasso                |
| Wohlen                 | 1 - 4     | Grasshoppers           |
| Young Boys             | 7 - 0     | Xamax Neuchâtel        |

### Sedicesimi di finale
| Squadra 1          | Risultato      | Squadra 2         |
| ------------------ | -------------- | ----------------- |
| 4 novembre 1928    |                |                   |
| Aarau              | 0 - 2          | Young Fellows     |
| Basilea            | 2 - 3          | Concordia Basilea |
| Bienne             | 5 - 0          | Minerva Berna     |
| Blue Stars Zurigo  | 1 - 3          | Liestal           |
| Cantonal Neuchâtel | 3 - 1          | Stade Lausanne    |
| Concordia Yverdon  | 2 - 3 (d.t.s.) | Tavannes          |
| Étoile-Sporting    | 3 - 0          | Grenchen          |
| Friburgo           | 5 - 1          | Jonction Genevra  |
| Kickers Lucerna    | 1 - 4          | Zurigo            |
| Locarno            | 1 - 2          | G.C.Luganesi      |
| Lucerna            | 4 - 1          | Birsfelden        |
| Lugano             | 5 - 1          | Grasshoppers      |
| Madretsch          | 6 - 4          | Soletta           |
| Young Boys         | 12 - 3         | Viktoria Berna    |
| Urania Ginevra     | 2 - 2 (d.t.s.) | Servette          |
| 11 novembre 1928   |                |                   |
| Chiasso            | 2 - 4 (d.t.s.) | Winterthur        |
| 18 novembre 1928   |                |                   |
| Servette           | 0 - 1 (d.t.s.) | Urania Ginevra    |

### Ottavi di finale
| Squadra 1          | Risultato | Squadra 2         |
| ------------------ | --------- | ----------------- |
| 2 dicembre 1928    |           |                   |
| Bienne             | 2 - 3     | Étoile-Sporting   |
| Cantonal Neuchâtel | 1 - 0     | Tavannes          |
| Liestal            | 2 - 3     | G.C.Luganesi      |
| Lucerna            | 0 - 2     | Lugano            |
| Winterthur         | 5 - 3     | Zurigo            |
| Young Boys         | 5 - 0     | Madretsch         |
| Young Fellows      | 0 - 1     | Concordia Basilea |
| Friburgo           | rinviata  | Urania Ginevra    |
| 6 gennaio 1929     |           |                   |
| Urania Ginevra     | 2 - 0     | Friburgo          |

### Quarti di finale
| Squadra 1          | Risultato | Squadra 2    |
| ------------------ | --------- | ------------ |
| 27 gennaio 1929    |           |              |
| Cantonal Neuchâtel | 1 - 2     | G.C.Luganesi |
| 3 febbraio 1929    |           |              |
| Étoile-Sporting    | 0 - 1     | Young Boys   |
| Urania Ginevra     | 3 - 0     | Winterthur   |
| Concordia Basilea  | 0 - 0     | Lugano       |
| 10 febbraio 1929   |           |              |
| Concordia Basilea  | 2 - 0     | Lugano       |

### Semifinali
| Squadra 1      | Risultato | Squadra 2         |
| -------------- | --------- | ----------------- |
| 3 marzo 1929   |           |                   |
| Young Boys     | 5 - 2     | G.C.Luganesi      |
| 28 aprile 1929 |           |                   |
| Urania Ginevra | 2 - 1     | Concordia Basilea |

### Finale
| Arbitro: | Hans Enderli (Zurigo) |

| |            |                                                                                                 |
| Barrière 17’                                                                                          | Marcatori  |                                                                                                 |
| Nicollin Bovy Papastratidès (C) Loichot Ross Berchten Lienhardt Grettler Barrière Wiederkehr Stalder. | Formazioni | Pulver Grunder Heinrich von Arx Baldi Vögeli Fasson Fässler Funk II Dasen Jan von Arx Schicker. |
| Henri Waldvogel                                                                                       | Allenatori | Ernst Meyer                                                                                     |